# Јунионвил (Ајова)
Јунионвил (енгл. Unionville) град је у америчкој савезној држави Ајова. По попису становништва из 2010. у њему је живело 102 становника.

## Демографија
Према попису становништва из 2010. у граду је живело 102 становника, што је -25 (-19.7%) становника више него 2000. године.
| Група             | 2000.        | 2010.      |
| Белци             | 127 (100.0%) | 98 (96,1%) |
| Афроамериканци    | 0 (0,0%)     | 0 (0,0%)   |
| Азијати           | 0 (0,0%)     | 0 (0,0%)   |
| Хиспаноамериканци | 0 (0,0%)     | 4 (3,9%)   |
| Укупно            | 127          | 102        |